# Hyūga (1917)
Hyūga (jap. 日向) – japoński pancernik typu Ise, z okresu drugiej wojny światowej. Wraz z bliźniaczą jednostką „Ise” przebudowany na pancernik-lotniskowiec.

## Historia
Pancernik „Hyūga”, wraz z bliźniaczym „Ise”, został zaprojektowany jako ulepszona wersja jednostek typu Fusō. Zamówienie na drugą jednostkę typu Ise złożono w 1912. Budowę w stoczni Mitsubishi rozpoczęto 6 maja 1915. Wodowanie miało miejsce 27 stycznia 1917, wejście do służby 30 kwietnia 1918. W latach 1926–1928 i 1934–1936 okręt przeszedł modernizacje, dzięki którym otrzymał m.in. mocniejsze opancerzenie, katapultę dla samolotu i dodatkowe działa przeciwlotnicze. Wymieniono siłownię okrętową, dzięki czemu znacznie wzrosła możliwa do osiągnięcia prędkość maksymalna.
Pomimo modernizacji okręt miał szereg wad: relatywnie małą prędkość, dużą załogę i nadmierne zużycie paliwa.
Po utracie 4 lotniskowców w bitwie pod Midway zapadła decyzja o przebudowaniu jednostek typu Ise na pancerniki-lotniskowce. Przebudowa rozpoczęła się 1 maja 1943, a zakończyła się 1 października tego samego roku. W celu zapewnienia miejsca dla hangarów i pokładu dla samolotów usunięto dwie rufowe wieże artylerii głównej. Wyposażenie lotnicze stanowiły 22 bombowce nurkujące typu 14-Shi (Judy). Pokład startowy umożliwiał jedynie start samolotów, zakładano, że po wykonaniu zadania będą lądowały na klasycznych lotniskowcach lub lotniskach lądowych. 
W październiku 1944 „Ise”, „Hyūga” i 4 lotniskowce wzięły udział w bitwie o Leyte. Pomiędzy 24 a 28 lipca 1945 okręt stał się celem ataku amerykańskich samolotów pokładowych. W celu uniknięcia dalszych zniszczeń załoga zatopiła go na płytkich wodach w pobliżu Kure. Proces podnoszenia wraku z dna rozpoczął się 2 lipca 1946. Złomowanie okrętu zakończono 4 lipca 1947.